# Proliferação celular

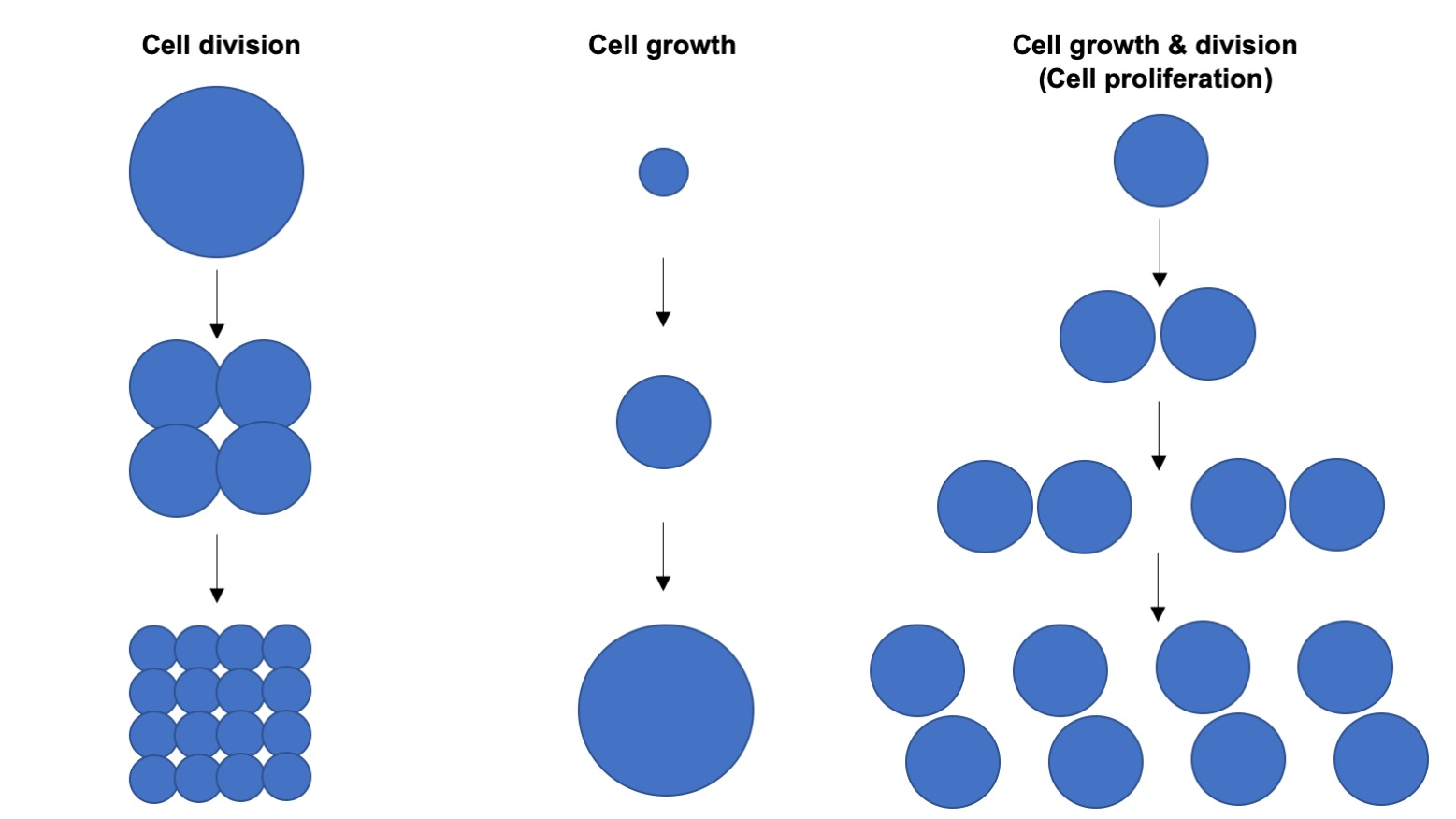
Divisão, crescimento e proliferação celular

A proliferação celular é o processo pelo qual uma célula cresce e se divide para produzir duas células-filhas. A proliferação celular leva a um aumento exponencial no número de células e, portanto, é um mecanismo rápido de crescimento do tecido. A proliferação celular exige que o crescimento e a divisão celular ocorram ao mesmo tempo, de modo que o tamanho médio das células permaneça constante na população. A divisão celular pode ocorrer sem o crescimento celular, produzindo muitas células cada vez menores (como na clivagem do zigoto), enquanto o crescimento celular pode ocorrer sem a divisão celular para produzir uma única célula maior (como no crescimento dos neurônios). Portanto, a proliferação celular não é sinônimo de crescimento ou divisão celular, apesar de esses termos às vezes serem usados de forma intercambiável.
As células-tronco sofrem proliferação celular para produzir células-filhas proliferantes de "amplificação de trânsito" que posteriormente se diferenciam para construir tecidos durante o desenvolvimento normal e o crescimento do tecido, durante a regeneração do tecido após danos ou no câncer.
O número total de células em uma população é determinado pela taxa de proliferação celular menos a taxa de morte celular.
O tamanho das células depende tanto do crescimento quanto da divisão celular, sendo que um aumento desproporcional na taxa de crescimento celular leva à produção de células maiores e um aumento desproporcional na taxa de divisão celular leva à produção de muitas células menores. A proliferação celular normalmente envolve taxas equilibradas de crescimento e divisão celular que mantêm um tamanho de célula praticamente constante na população de células em proliferação exponencial. A proliferação celular ocorre combinando o crescimento celular com ciclos celulares regulares "G1-S-M-G2" para produzir muitos descendentes de células diploides.
Em organismos unicelulares, a proliferação celular é amplamente sensível à disponibilidade de nutrientes no ambiente (ou no meio de crescimento do laboratório).
Em organismos multicelulares, o processo de proliferação celular é rigidamente controlado por redes reguladoras de genes codificadas no genoma e executadas principalmente por fatores de transcrição, incluindo aqueles regulados por vias de transdução de sinais provocadas por fatores de crescimento durante a comunicação célula-célula no desenvolvimento. Recentemente, também foi demonstrado que o metabolismo do bicarbonato celular, responsável pela proliferação celular, pode ser regulado pela sinalização mTORC1. Além disso, a ingestão de nutrientes em animais pode induzir hormônios circulantes da família da insulina/IGF-1, que também são considerados fatores de crescimento e que funcionam para promover a proliferação celular em células de todo o corpo que são capazes de fazê-lo.
A proliferação descontrolada de células, que leva a um aumento da taxa de proliferação ou a uma falha das células em interromper sua proliferação no tempo normal, é uma causa do câncer.